# Sedlec (Ústí nad Labem)
Sedlec é uma comuna checa localizada na região de Ústí nad Labem, distrito de Litoměřice.